# Cremastosperma napoense
Cremastosperma napoense är en kirimojaväxtart som beskrevs av Pirie. Cremastosperma napoense ingår i släktet Cremastosperma, och familjen kirimojaväxter. Inga underarter finns listade i Catalogue of Life.